# Đảo Trần
Đảo Trần là một hòn đảo nằm ở phần đông bắc của quần đảo Cô Tô, Việt Nam. Đảo nằm dưới sự quản lý của đặc khu Cô Tô, tỉnh Quảng Ninh. Đây là đảo xa đất liền Việt Nam nhất của tỉnh Quảng Ninh.

## Địa lý
Đảo Trần nằm về phía nam của đảo Vĩnh Thực, cách đảo Cô Tô Lớn khoảng 45 km về phía đông bắc và cách cảng Vạn Gia của xã Vĩnh Thực khoảng 25 km về phía nam. Nước ngọt trên đảo khan hiếm. Tàu thuyền chỉ cập được vào đảo ở bờ bắc hoặc bờ nam. Hải đăng đảo Trần được đưa vào hoạt động từ năm 1996. Hải đăng cao 203,7 m (so với mực "0" độ sâu) hay 17,7 m (chiều cao công trình). Tầm hiệu lực ánh sáng của hải đăng là 28 hải lý với hệ số truyền quang khí quyển T=0,8.

## Dân cư
Trên đảo có Tiểu đoàn đảo Trần-Lữ đoàn bộ binh phòng thủ đảo 242, Đồn biên phòng số 6 và trạm radar 480. Ngoài quân đội và biên phòng thì trước đây đảo Trần không có dân sinh sống. Hiện nay đảo đã có mười sáu hộ gia đình định cư và sẽ có thêm nhiều người dân chuyển đến.